# Diego Castaño
Diego Rafael Castaño (Bragado, Buenos Aires, Argentina, 8 de junio de 1979) es un exfutbolista de nacionalidad argentina que jugaba de mediocampista. Es considerado uno de los mayores ídolos en la historia de Tigre.

## Historia
Diego Castaño arribó a Tigre a mediados del año 2004 para intervenir en el campeonato de Primera B. El Pulpo se encontraba jugando como volante en Rivadavia de Lincoln, localidad vecina a su lugar de residencia, donde había debutado en 1998. Allí fue observado y tentado por Ricardo Caruso Lombardi, quien lo sumó al plantel del Matador que finalmente resultó campeón del Apertura 2004 y del Clausura 2005, y ascendió a la Primera B Nacional.
De allí en más se sucedieron memorables momentos: un nuevo ascenso, esta vez a Primera División (con gol incluido a Nueva Chicago por el partido de vuelta de la promoción), tres subcampeonatos en la categoría superior del fútbol argentino y clasificación para intervenir en la Copa Sudamericana (en dos ocasiones: 2009 y 2012) y en la Copa Libertadores 2013.
Un mes después de conseguir el subcampeonato en el triangular histórico de 2008, uno de los equipos que mostró mayor interés en él fue Boca Juniors, aunque el pase no se concretó. Así también lo hicieron River Plate, Racing Club, Peñarol de Montevideo y Almería de España, pero él decidió rechazar todas las ofertas.
Oportunamente fue considerado como uno de los mejores centrocampistas defensivos de la Argentina por diversos medios periodísticos. Por la décima fecha del Torneo Inicial 2013, frente a San Lorenzo, llegó a los 300 partidos en Tigre, convirtiéndose así en el cuarto jugador con más presencias en la historia del club.
Hasta diciembre de 2023 fue ayudante de campo de Maximiliano Antonelli en el Club Atlético El Linqueño

## Trayectoria
| Club                 | País      | Período   |
| -------------------- | --------- | --------- |
| Rivadavia de Lincoln | Argentina | 1998-2004 |
| Tigre                | Argentina | 2004-2014 |
| Sarmiento de Junín   | Argentina | 2014      |
| Rivadavia de Lincoln | Argentina | 2015      |
| Tigre                | Argentina | 2016-2017 |

## Palmarés

#### Campeonatos nacionales
| Título                  | Club  | País      | Año  |
| ----------------------- | ----- | --------- | ---- |
| Primera B Metropolitana | Tigre | Argentina | 2004 |

#### Otros logros
| Logro                      | Club  | País      | Año  |
| -------------------------- | ----- | --------- | ---- |
| Apertura Primera B         | Tigre | Argentina | 2004 |
| Clausura Primera B         | Tigre | Argentina | 2005 |
| Ascenso a Primera División | Tigre | Argentina | 2007 |